# Vorrtjärnen (Degerfors socken, Västerbotten, 716522-166525)
Vorrtjärnen är en sjö i Vindelns kommun i Västerbotten och ingår i Umeälvens huvudavrinningsområde. Vid provfiske har abborre fångats i sjön.